# Złote przeboje (album Iry)
Złote przeboje – składanka zespołu Ira, zawierająca największe przeboje z płyt Mój dom, 1993 rok oraz Znamię. Płyta wydana została nielegalnie w połowie 1995 roku, nakładem firmy fonograficznej Starling S.A. Podobnie jak i druga kompilacja Ballady, płyta ta nie jest uznawana przez zespół.
Krążek zawiera dwanaście różnorodnych przebojów z trzech płyt studyjnych zespołu. Na krążku znajdują się zarówno melodyjne rockowe ballady (Nie zatrzymam się), utwory hardrockowe (Płonę) oraz utwory zahaczające o thrash metal (Zmienić siebie). Na krążku nie ma żadnego utworu z pierwszej płyty wydanej w 1989 roku. Na krążku znalazły się także dwa utwory z nowo wówczas wydanej płyty Znamię. Płyta doczekała się dwóch reedycji, w 2001 roku wydała ją firma Negro, natomiast rok później Andromeda.

## Lista utworów
1. "Bierz mnie" (K.Płucisz – A.Gadowski) – 4:11
2. "Sex" (P.Łukaszewski – A.Gadowski) – 5:06
3. "Mój dom" (K.Płucisz – K.Płucisz) – 2:35
4. "Ona" (P.Łukaszewski – A.Gadowski) – 4:29
5. "Na zawsze" (P.Łukaszewski – A.Gadowski) – 5:41
6. "California" (P.Łukaszewski – A.Gadowski) – 3:55
7. "Taki jestem" (P.Łukaszewski – A.Gadowski) – 4:11
8. "Zmienić siebie" (P.Łukaszewski – A.Gadowski) – 4:00
9. "Sen" (P.Łukaszewski – A.Gadowski) – 4:37
10. "Nie zatrzymam się" (Ira) – 4:21
11. "Wojna" (P.Łukaszewski – A.Gadowski) – 3:28
12. "Płonę" (W.Owczarek / P.Sujka – A.Gadowski) – 3:57

## Twórcy
- Artur Gadowski – śpiew, chór
- Wojciech Owczarek – perkusja
- Piotr Sujka – gitara basowa, chór
- Kuba Płucisz – gitara rytmiczna
- Piotr Łukaszewski – gitara prowadząca

## Wydania albumu

### Płyta kompaktowa
| Kraj wydania | Wydawca      | Rok wydania | Numer katalogowy | Opis albumu                                                                     |
| ------------ | ------------ | ----------- | ---------------- | ------------------------------------------------------------------------------- |
| Polska       | Starling S.A | 1995        | ??               | Oryginalne wydanie, wydane w 1995 roku przez Starling S.A                       |
| Polska       | Andromeda    | 2002        | CD 0985          | Reedycja wydana przez firmę Andromeda w 2002 roku. Płyta nie posiada książeczki |